# Маштексайский сельский округ
Маштексайский сельский округ — административно-территориальное образование в Жангалинском районе Западно-Казахстанской области.

## Административное устройство
1. село Маштексай
2. село Мукыр